# Kuščer
Kuščer je priimek več znanih Slovencev:
- Danijela Kuščer, raziskovalka IJS (elektronska keramika)
- Danica Cigoj Kuščer (1923 - 2007), slikarka samoukinja
- Dušan Kuščer (1920 - 2012), geolog
- Enej Kuščer, biotehnološki podjetnik
- Gaja Kuščer (*2002), pevka in skladateljica (Regen)
- Igor Kuščer, lutkar
- Kir Kuščer, turistični ekonomist
- Ivan Kuščer (1918 - 2000), matematični fizik, univ. profesor in publicist
- Klavdija Kuščer (*1962), pedagoška publicistka
- Ljudevit Kuščer (1891 - 1944), biolog, jamar, konstruktor potapljaške opreme
- Marjanca Pergar Kuščer (*1951), razvojna psihologinja
- Samo Kuščer (*1953), fizik, pisatelj, prevajalec in publicist